# Time (A Brand)
Time is een nummer van de Belgische rockband A Brand uit 2008. Het is de eerste single van hun derde studioalbum Judas.
"Time" leverde A Brand een bescheiden hit op in Vlaanderen. Het bereikte de 31e positie in de Vlaamse Ultratop 50, waarmee het tot nu toe de enige notering in die lijst was voor A Brand.